# Doxorubicin
Doxorubicin ist das Hydroxyderivat des Daunorubicin und gehört zur Stoffgruppe der Anthracycline. Sie wird als Arzneistoff in der Chemotherapie von Krebserkrankungen (Zytostatikum) eingesetzt. Doxorubicin gehört zur Wirkstoffgruppe der Interkalantien. Die Wirkung beruht auf der Interkalation in die DNA.

## Eigenschaften
Doxorubicin wirkt als Interkalans auf planare Verbindungen in DNA und RNA. Die DNA-Synthese wird gestört, Topoisomerase II gehemmt und es erfolgt eine Radikalbildung.
Doxorubicin besitzt Fluoreszenzeigenschaften, die dazu genutzt werden können, das Ausschleusen von Doxorubicin aus der Zelle zu untersuchen. Ein in solche Prozesse involviertes Protein ist das erstmals aus einer Doxorubicin-resistenten Lungenkrebs-Zelllinie klonierte MRP1 aus der Familie der ABC-Transporter. Ferner kann Doxorubicin auch eingesetzt werden, um die Lokalisation der an der Multiple Drug Resistance beteiligten Proteine und die Rolle der Organellen wie des Golgi-Apparats und der Lysosome zu klären.
Die Verbindung ist ein Stereoisomer von Epirubicin.

## Anwendungen
Doxorubicin findet als Zytostatikum Anwendung bei der Behandlung von Tumoren wie z. B. Mammakarzinomen, Bronchialkarzinomen und Lymphomen. Das Medikament wird in diesen Indikationen intravenös verabreicht. Zur Behandlung insbesondere des hepatozellulären Karzinoms (HCC) wird es im Rahmen der transarteriellen Chemoembolisation (TACE) intraarteriell angewendet. Dazu wird es entweder in einer Emulsion mit einem öligen Kontrastmittel (Lipiodol) oder gebunden an medikamentenfreisetzende Partikel appliziert.

## Nebenwirkungen
Die bedeutendsten Nebenwirkungen umfassen Knochenmarksdepression, Nephrotoxizität, Kardiotoxizität (kumulativ dosisabhängige dilatative Kardiomyopathie), Ulcerationen und dermatotoxische Effekte. Es kann eine Anreicherung in tumorunabhängigem Gewebe wie etwa dem Herzen stattfinden, dem wird mittels einer PEGylierung entgegengewirkt, um die Spiegel im Plasma und Tumorgewebe zu konzentrieren.
Die effektivste Methode zur Verhinderung einer Doxorubicin-induzierten dilatativen Kardiomyopathie („Adriamycin-Kardiopathie“), die auch noch Monate nach Verabreichung auftreten kann, ist die Gabe von Dexrazoxan.

## Handelsnamen
- Adriblastin (D, A, CH), Adrimedac (D), Ribodoxo (D), diverse Generika (D, A, CH)
- Liposomal verkapseltes Doxorubicin: Myocet (EU[7])
- Pegyliertes liposomal verkapseltes Doxorubicin: Caelyx (EU,[8] CH)